# دانشگاه کارولینای شمالی
دانشگاه کارولینای شمالی (انگلیسی: University of North Carolina)، یک سامانهٔ دانشگاهی دولتی متشکل از ۱۶ دانشگاه واقع‌در کارولینای شمالی است.